# Kalthof
Kalthof ist ein Stadtteil von Iserlohn im Märkischen Kreis. Das Straßendorf gehörte früher zur sauerländischen Gemeinde Hennen, die am 1. Januar 1975 in die Stadt Iserlohn eingegliedert wurde. Ende 2024 hatte Kalthof mit Umland rund 3500 Einwohner.

## Geschichte
Das Dorf entstand aus mehreren Gehöften. In einer Urkunde des 13. Jahrhunderts überlässt der Graf von Limburg seine Rechte an Kalthove dem Grafen von der Mark. Das Dorf wurde so zur märkischen Exklave zwischen limburgischen Gebiet und dem Herzogtum Westfalen. Nur einzelne Gehöfte zahlten keine Pacht an die märkischen Grafen oder ihre Rechtsnachfolger (Preußen), sondern an das Erzbistum Köln, dem Land im Bereich Sümmern gehörte. Im Jahr 1903 ist der Ort noch als Kalthoff in den topographischen Karten verzeichnet.

## Verkehr
Kalthof ist mit der B 233 über die A 46 an das überregionale Straßennetz sowie durch den 1910 eröffneten Bahnhof Kalthof (Kr Iserlohn) im Verlauf der Ardeybahn (Dortmund–Iserlohn) an das Eisenbahnnetz angeschlossen. Die RB 53 (Ardey-Bahn) verkehrt wochentags alle 30, am Wochenende alle 60 Minuten nach Dortmund und Iserlohn.
| Linie | Verlauf | Takt                                             |
| ----- | --- | ------------------------------------------------ |
| RB 53 | Ardey-Bahn: Dortmund Hbf – Dortmund Signal-Iduna-Park – Dortmund-Hörde – Dortmund-Aplerbeck Süd – Schwerte (Ruhr) – Schwerte-Ergste – Hennen – Kalthof (Kr Iserlohn) – Iserlohnerheide – Iserlohn Stand: Fahrplanwechsel Dezember 2023 | 30 min (werktags) 60 min (Wochenenden/Feiertage) |